# Edward Law (1er baron Ellenborough)
Pour les articles homonymes, voir Edward Law et Law.
Edward Law, né à Great Salkeld dans le Cumberland le 16 novembre 1750 et décédé le 13 décembre 1818, est un juge britannique, membre du Conseil privé, membre du Parlement puis procureur général et enfin lord juge en chef.

## Biographie
Son père Edmund Law est évêque de Carlisle. Il fait ses études à Charterhouse School puis à Peterhouse (Cambridge) avant de devenir Fellow du Trinity College (Cambridge). Il se dirige vers le droit et entre au Lincoln's Inn.
La défense victorieuse de Warren Hastings devant la Chambre des lords fait définitivement sa réputation. Il commence alors une carrière politique, dans le camp whig, mais effrayé par la Révolution française, il se rapproche du gouvernement Pitt. En 1801, il devient procureur général du gouvernement Addington et est anobli. L'année suivante, il devient lord juge en chef et est fait baron Ellenborough (du nom du village de sa famille maternelle dans le Cumberland). En 1803, il réussit à faire voter une loi punissant l'avortement de la peine de mort.
Il est resté célèbre pour ses procès biaisés politiquement, comme celui de Thomas Cochrane en 1814, un radical poursuivi pour spéculation frauduleuse ; ou celui de William Hone, un journaliste luttant pour la liberté de la presse, poursuivi pour blasphème en 1817.
Son fils aîné est Edward Law.